# Sophronica rufiscape
Sophronica rufiscape là một loài bọ cánh cứng trong họ Cerambycidae.